# I-20 (表格)
I-20表格是美国国土安全部授权学院，大学以及职业学校为国际学生颁发的一种证明文件，该文件可以为学生签证以及相关签证身份转换提供担保。自从引入了学生和访问学者信息系统（Student and Exchange Visitor Information System），该表格还包含了学生的SEVIS号码。